# Зозин, Александр Иванович
Александр Иванович Зозин (род. 2 октября 1949, Воскресенск, Московская область) — советский хоккеист, нападающий.

## Биография
Воспитанник «Химика» Воскресенск, за клуб в чемпионате СССР провёл два сезона (1968/69 — 1969/70). Выступал в низших лигах за клубы «Станкостроитель» Рязань (1970/71 — 1973/74), «Локомотив» Москва (1973/74), «Апатитстрой» (1975/76), «Торпедо» Тольятти (1976/77 — 1980/81).
Победитель юниорского чемпионата Европы (1969).